# シシャモ

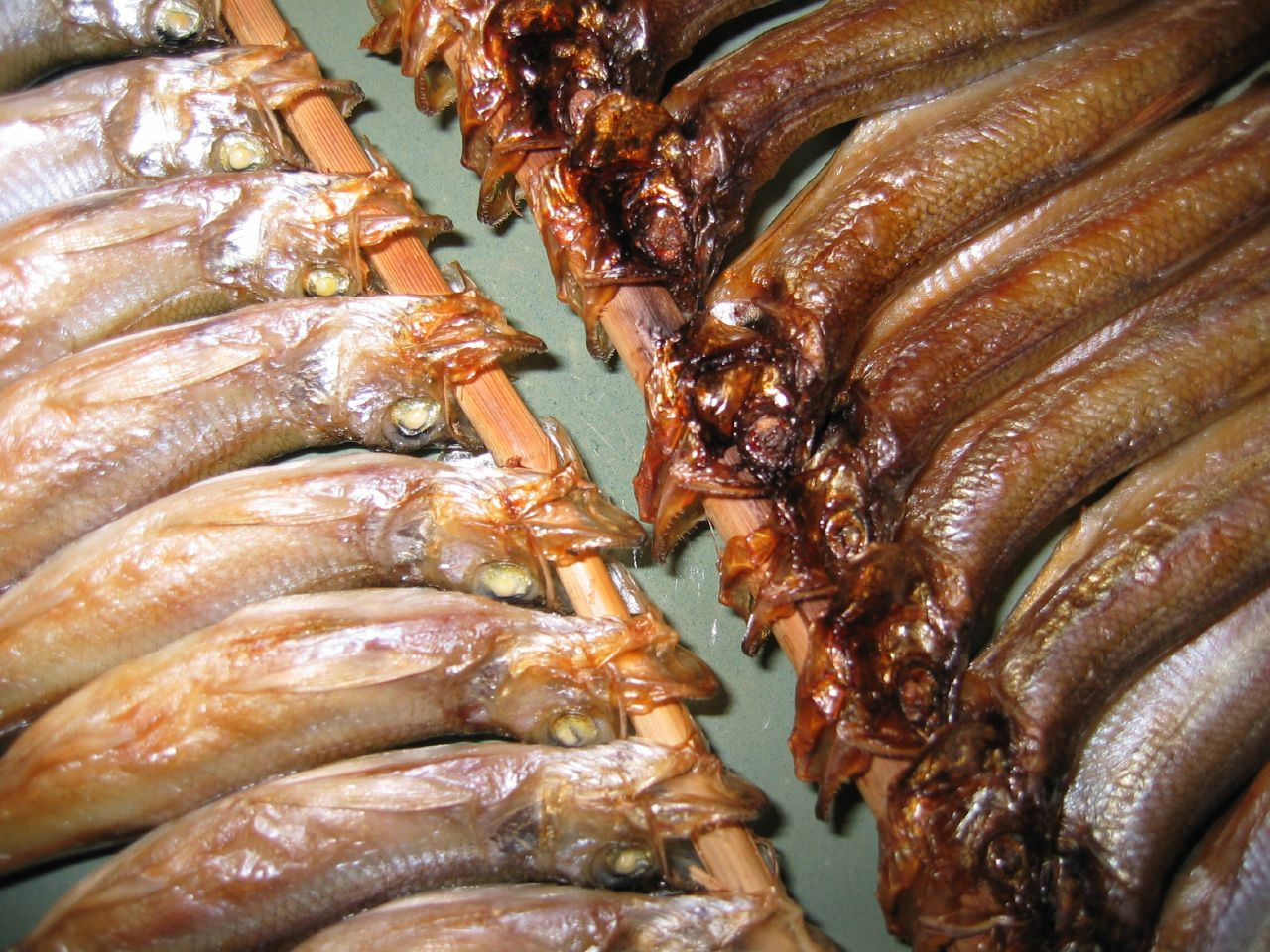
シシャモ

シシャモ（ししゃも、柳葉魚、Spirinchus lanceolatus）は、キュウリウオ目キュウリウオ科に属する魚で、川で産卵及び孵化し海で成長後に川に戻る（遡河回遊魚）。日本固有種。

## 分布
世界中でも北海道太平洋側の内浦湾から厚岸湾の沿岸地域にのみ分布する。疋田豊治により記載された。産地としては胆振のむかわ町を流れる鵡川が有名である。かつて、渡島地方の長万部川や遊楽部川にも遡上したが現在では遡上していない。

## 名称
「シシャモ」という名称は、アイヌ語のsusam（スサム、語源はsusu（スス（シュシュ））＝楊、ham（ハム）＝葉とされる）に由来する。また、語源として「スス＝楊」、「ハム＝葉」以外に、「シサク（美しいの意）」説や「シサム（日本人の意）」説など諸説ある。

## 生態
本種は遡河回遊魚であり、産卵のために10月から12月にかけて河川へ遡上し、雌は河床の砂礫に粘着性のある卵を産卵する。孕卵数は親魚の体長と相関があり大型魚ほど多く4,000-10,000粒程度。ワカサギやチカと比較すると「精巣重量/体重」と「卵巣重量/体重」の比率は小さい。
産卵は底層流速が 0.6 m/sec 未満の場所に多い。産卵時は夜間に雌雄1対となり、雄は魚体を弓状にそらせて雌を抱え込み、臀鰭を雌の腹鰭基部から尾柄付近までの間に巻き込み、両生殖孔付近に生じる空間において受精が行われる。
雄の臀鰭は、10月頃からの性成熟に伴い二次性徴として伸張する。この現象は、カワヒメマス Tymallus tymallus の背鰭およびオイカワ Opsariichthys platypus と同様に抱擁器官として使われ、受精率を高めるために重要な役割を果たしている。産卵後における成魚のほとんどは斃死するが、雌の一部は下りシシャモとして海にもどり、翌年満2歳（通称3年魚）で再び産卵に参加する。これまで文献により、シシャモの産卵遡上が確認されている河川は、北海道太平洋の襟裳岬の西側では9河川、東側では7河川である。
シシャモ卵は外囲に粘着膜を有し、それが受精後に反転して河床の底質材料などに付着する。受精卵は、河川で発生を続け、翌年の4月から5月にかけて孵化する。仔魚は、直ちに降海し、約1年半の海洋生活を経て、成魚となって再び河川へ遡上する。鵡川の河口周辺海域における仔魚は、水深帯4-8 mに多く分布している。海域におけるシシャモは、遊楽部川から別寒辺牛川の沖、水深120m以浅に分布し、産卵期になると各河川の沿岸域に密集する。資源動態や形質遺伝的な系統が解析され、襟裳岬を境界とした太平洋側の西部海域と東部海域における系群の相違が示唆されている。

## 漁獲
年間漁獲量は約1000トン程度で漁獲量の約85%が道東の釧路、十勝地域。生息海域の胆振漁業協同組合、日高漁業協同組合、釧路市漁業協同組合などにより漁獲される。漁期は10月末からの約1カ月。遡上の為に沿岸に集まった魚を刺し網漁や流し網漁（こぎ網漁）により漁獲する。1980年代までは川への遡上個体の漁獲が行われたが、現在では採卵用個体のみである。
2020年代に入ると海水温の変動などを理由に漁獲量が今までにない減少幅を見せた。
2021年には胆振管内、釧路管内のシシャモの漁獲量は124トンと前年同期の5割に落ち込んだほか、2022年の胆振管内では漁獲量が1トンを切る極端な不漁となっている。

## 利用
漁獲高の減少のため、キュウリウオや輸入品のカラフトシシャモ（カペリン）が「シシャモ」として食卓に上ることも多い。安価に販売されることから、今日では単に「シシャモ」と言う場合カラフトシシャモを指すことが一般的であり、寿司ネタなどに使われるシシャモ子もそちらの魚卵を使う。同じキュウリウオ科に属しているが、シシャモはシシャモ属、カラフトシシャモはカラフトシシャモ属である。干物に加工された状態でも鱗の面積および配列、吻長、胸鰭長、尾柄高、主鰓蓋骨の形状で本種とカラフトシシャモを識別することが可能である。
身の味自体は雄の方が風味が良い。また雄雌共に大きい（太い）ほど味がよいともいわれるが、その反面、大きくなるほど骨も大きく硬い物（現在では骨が硬いほどの大きい物は稀）になるため食べにくいとも言う。一夜干しのほか、糠漬け、干しシシャモ、珍味、漬物、フライ、天ぷら等にもされ、10-11月の漁期には地元で刺身や寿司ネタ（身の大きい雄を使用）ともなるが、漁獲量が少ないこともあり高価である。

## アイヌ民族による伝承
シシャモに関するアイヌ民族の伝説は複数の種類がある。
- カムイが食べ物に困っていた人間達に食糧を与えようとして、楊の葉を川（鵡川）に流したところシシャモになった。シシャモはススハム「スス＝楊」、「ハム＝葉」が語源である[15][16]。楊の葉を川に流した神は、雷神の妹の祈りを受けたフクロウの女神であるなど、類似の伝説もある。
- 神の木である楊の葉が水に落ちて朽ちるのを哀れんだ神が魚に変えたという伝説[17]。
- 飢えに苦しんでいたアイヌの娘が病気の父のために川岸で神に祈りをささげたところ、楊の葉が川に次々と落ちて泳ぎ回りそれがシシャモになったという伝説[18][5]。娘ではなく息子とされる場合もある。
- シュシュランペツの川のほとりで踊る男女の淫乱の神が楊の葉を川に流すという伝説[19]。アイヌ言語学者の知里真志保は「巫・神・川」を意味するトゥスランペツ(tusúrampet)がシュシュランペツ(susúrampet)に訛り、susúram が susu-ham（楊・葉）となって柳葉伝説が生まれたと推測する[19]。なお「シシャモ」が日本人を意味することについては偶然の一致とみなしている。

## シシャモカムイノミ
アイヌの口碑伝説と記録の一つにあるシシャモ豊漁祈願の儀式。現在も北海道むかわ町で行われている。
神様に人間の言葉を届けてくれる火の女神、アペフチがいる炉を囲み、大地の神、水の神、山の神などへ、恵みへの感謝と豊漁への祈願を行う。なお、この儀式を行っている鵡川アイヌ文化伝承保存会は、平成6年に国の重要無形民俗文化財保護団体に指定されている。

## 資源保護
地理的な分布の特異性と、個体群の減少から保護を要する野生生物の対象となり、留意種（日高以西の個体群は保護に留意すべき地域個体群 Lp）として北海道レッドデータブックに記載されている。
資源量を維持するため親魚から採卵した卵を孵化し稚魚放流が行われる。この孵化の際に使用される用水中の鉄分量は、孵化率に大きな影響があり、鉄分の少ない用水が必要になる。
道内に存在するシシャモの孵化場は、むかわ町、日高町、釧路市、白糠町の4カ所。2022年には、むかわ町に新しい孵化場が完成。将来的に年間18トンの漁獲につなげる計画となっている。

## その他
- 町魚：北海道勇払郡むかわ町